# Adeline Pauline Irby
Adeline Pauline Irby (poznatija kao Miss Irby; Morningthorpe, 19. prosinca 1831. – Sarajevo, 15. rujna 1911.) bila je britanska spisateljica, putopiskinja i dobrotvorka.

## Životopis
Rođena je 1831. godine u Engleskoj, na imanju Boyland Hall, u Engleskoj, kao dijete kontraadmirala Fredericka Paula Irbyja i njegove druge supruge Frances Wright. Njezin brat Howard Irby bio je poznati ornitolog.
Nakon završetka školovanja Adeline sa prijateljicom Georginom Mary Muir Mackenzie započinje putovanja po Europi. Za vrijeme putovanja preko Slovačke i Karpata do Krakova, iznose svoja zapažanja u knjizi „Kroz Karpate”. Tada su bile privedene i optužene za špijunažu i širenje panslavističkih ideja. Do tada neupoznate s idejom panslavizma, počinju se sve više zanimati.
Godine 1861., kreću na putovanje Balkanom. O svojem putovanju napisale su knjigu „Putovanje po slavenskim zemljama Turske u Europi”. Godine 1866. po drugi put dolaze u Sarajevo te ondje ostaju do smrti. Godinu prije su u Engleskoj osnovale „Društvo za unaprjeđivanje obrazovanja među južnoslavenskim kršćanima u Bosni i Hercegovini”.
Godine 1868. započele su s izgradnjom školske zgrade. Vođenje Zavoda povjerila je njemačkim protestantskim „đakonisama”, koje su se ubrzo vratile u Njemačku. Tada započinje prijateljstvo sa sarajevskom učiteljicom i spisateljicom Stakom Skenderovom. Početkom siječnja 1876. godine u Slavoniji je započele s osnivanjem škola. U Bihaću je 1879. godine otvorila četiri nove škole.
Nakon što je BiH 1878. došla pod upravu Austro-Ugarske Monarhije, kako bi dobila dozvolu za povratak u Sarajevo, Florence Nightingale i Henry Liddon upućuju molbu biskupu Strossmayeru da se zauzme za nju.
Umrla je u Sarajevu 15. rujna 1911. godine. Pokopana je na protestantskom groblju na Koševu.

## Počasti

### Odlikovanja
- Red kneza Danila I.
- Red svetog Save.
- Red Takovskog križa.

### Ulice
- Ulica Mis Irbijeve u Beogradu.
- Ulica Mis Adeline P. Irbi u Gradišci.
- Ulica Mis Irbina u Sarajevu.
- Ulica Mis Adeline Irbi u Vrbanji (Banja Luka).

### Ostalo
- Aleksa Šantić napisao je pjesmu pod nazivom „Mis Irbijeva”.[7]
- U Sarajevu je 1934. godine održana svečanost u povodu stogodišnjice njenoga rođenja.[8]

### Članci
- Časni, Danijel. 2018. Ljubav prema bližnjem u životu Miss Irby. 53 (1): 94–111 journal zahtijeva |journal= (pomoć)